# 切爾琴山
46°13′23″N 10°37′46″E / 46.223°N 10.62957°E
切爾琴山（義大利語：Monte Cercen），是意大利的山峰，位於該國北部，由特倫蒂諾-上阿迪傑大區負責管轄，屬於阿達梅洛-普雷薩內拉阿爾卑斯山脈的一部分，海拔高度3,280米，每年平均降雨量1,357毫米。